# Рејчел Макадамс
Рејчел Ен Макадамс (енгл. Rachel Anne McAdams; Лондон, 17. новембар 1978) канадска је глумица.
Пажњу јавности привукла је 2004. године улогом Реџине Џорџ у тинејџерској комедији Опасне девојке и Алисон Хамилтон у љубавној драми Бележница. Оба филма остварила су добру зараду на биоскопским благајнама и обезбедили јој статус холивудске звезде у успону. Током 2005. наступила је романтичној комедији Ловци на деверуше, трилеру Ноћни лет и драми Породица Стоун и захваљујући раду у дотадашњој каријери била номинована за награду БАФТА за будућу звезду.
У периоду између 2006. и 2008. године Макадамсова се појавила у само два филма, али се током 2009. године поново вратила високобуџетним холивудским пројектима, укључујући политички трилер У игри, љубавну драму Жена временског путника и блокбастер Шерлок Холмс у коме је играла Ајрин Адлер. Исту улогу тумачила је и у наставку Шерлок Холмс: Игра сенки из 2011. године, а те године наступила је и у романтичној комедији Поноћ у Паризу Вудија Алена. Након тога Макадамсова се појавила у љубавним филмовима И у добру и у злу, Ка чуду и Време за љубав, као и у трилерима Страст и Најтраженији човек. Године 2015. играла је једну од главних улога у другој сезони ТВ серије Прави детектив и наступила у филму Под лупом, који јој је донео номинацију за Оскара за најбољу глумицу у споредној улози.

## Филмографија
| Улоге Рејчел Макадамс |                                      |               |                              | |
| Година                | Српски назив                         | Изворни назив | Улога                        | Напомена |
| 2002.                 | Зовем се Танино                      |               | Сали Гарфилд                 | |
| 2002.                 | Савршена пита                        |               | Патси Грејди са 15 година    | |
| 2002.                 | Прави комад                          |               | Џесика Спенсер/Клајв Макстон | |
| 2004.                 | Опасне девојке                       |               | Реџина Џорџ                  | МТВ филмска награда за највеће глумачко откриће МТВ филмска награда за најбољи филмски дуо номинација - МТВ филмска награда за најбољег негативца |
| 2004.                 | Бележница                            |               | Алисон "Али" Хамилтон        | МТВ филмска награда за најбољи пољубац номинација - МТВ филмска награда за најбољу улогу |
| 2005.                 | Ловци на деверуше                    |               | Клер Клири                   | |
| 2005.                 | Ноћни лет                            |               | Лиса Рајзерт                 | номинација - Награда Сатурн за најбољу глумицу (филм) номинација - МТВ филмска награда за најбољу улогу |
| 2005.                 | Породица Стоун                       |               | Ејми Стоун                   | номинација - Награда Сателит за најбољу глумицу у споредној улози |
| 2007.                 | Живот у браку                        |               | Кеј Незбит                   | |
| 2008.                 | Неочекивано путовање                 |               | Коли Дан                     | |
| 2009.                 | У игри                               |               | Дела Фрај                    | |
| 2009.                 | Жена временског путника              |               | Клер Абшир                   | |
| 2009.                 | Шерлок Холмс                         |               | Ајрин Адлер                  | номинација - Награда Сатурн за најбољу споредну женску улогу (филм) |
| 2010.                 | Дизање                               |               | Беки Фулер                   | |
| 2011.                 | Поноћ у Паризу                       |               | Инез                         | номинација - Награда Удружења филмских глумаца за најбољу филмску поставу номинација - Награда Сателит за најбољу глумицу у споредној улози |
| 2011.                 | Шерлок Холмс: Игра сенки             |               | Ајрин Адлер                  | |
| 2012.                 | И у добру и у злу                    |               | Пејџ Колинс                  | номинација - МТВ филмска награда за најбољи пољубац |
| 2012.                 | Страст                               |               | Кристина Станфорд            | |
| 2012.                 | Ка чуду                              |               | Џејн                         | |
| 2013.                 | Време за љубав                       |               | Мери                         | |
| 2014.                 | Најтраженији човек                   |               | Анабел Рихтер                | |
| 2015.                 | Све ће бити у реду                   |               | Сара                         | |
| 2015.                 | Мали принц                           |               | Мајка                        | |
| 2015.                 | Алоха                                |               | Трејси Вудсајд               | |
| 2015.                 | Леви кроше                           |               | Морин Хоуп                   | |
| 2015.                 | Под лупом                            |               | Саша Фајфер                  | Награда Удружења филмских глумаца за најбољу филмску поставу Награда Удружења телевизијских филмских критичара за најбољу филмску поставу Награда Роберт Алтман Награда Сателит за најбољу глумачку поставу (филм) Награда Удружења бостонских филмских критичара за најбољу глумачку поставу номинација - Оскар за најбољу глумицу у споредној улози номинација - Награда Удружења филмских глумаца за најбољу глумицу у споредној улози номинација - Награда Удружења телевизијских филмских критичара за најбољу глумицу у споредној улози номинација - Награда Сателит за најбољу глумицу у споредној улози |
| 2015.                 | Прави детектив                       |               | Ани Безеридис                | ТВ серија |
| 2016.                 | Доктор Стрејнџ                       |               | Кристин Палмер               | |
| 2021.                 | Шта ако...?                          |               | Кристин Палмер (глас)        | ТВ серија; епизода „Шта ако... би Доктор Стрејнџ изгубио своје срце уместо својих руку?” |
| 2022.                 | Доктор Стрејнџ у мултиверзуму лудила |               | Кристин Палмер               | |